# Bordolese

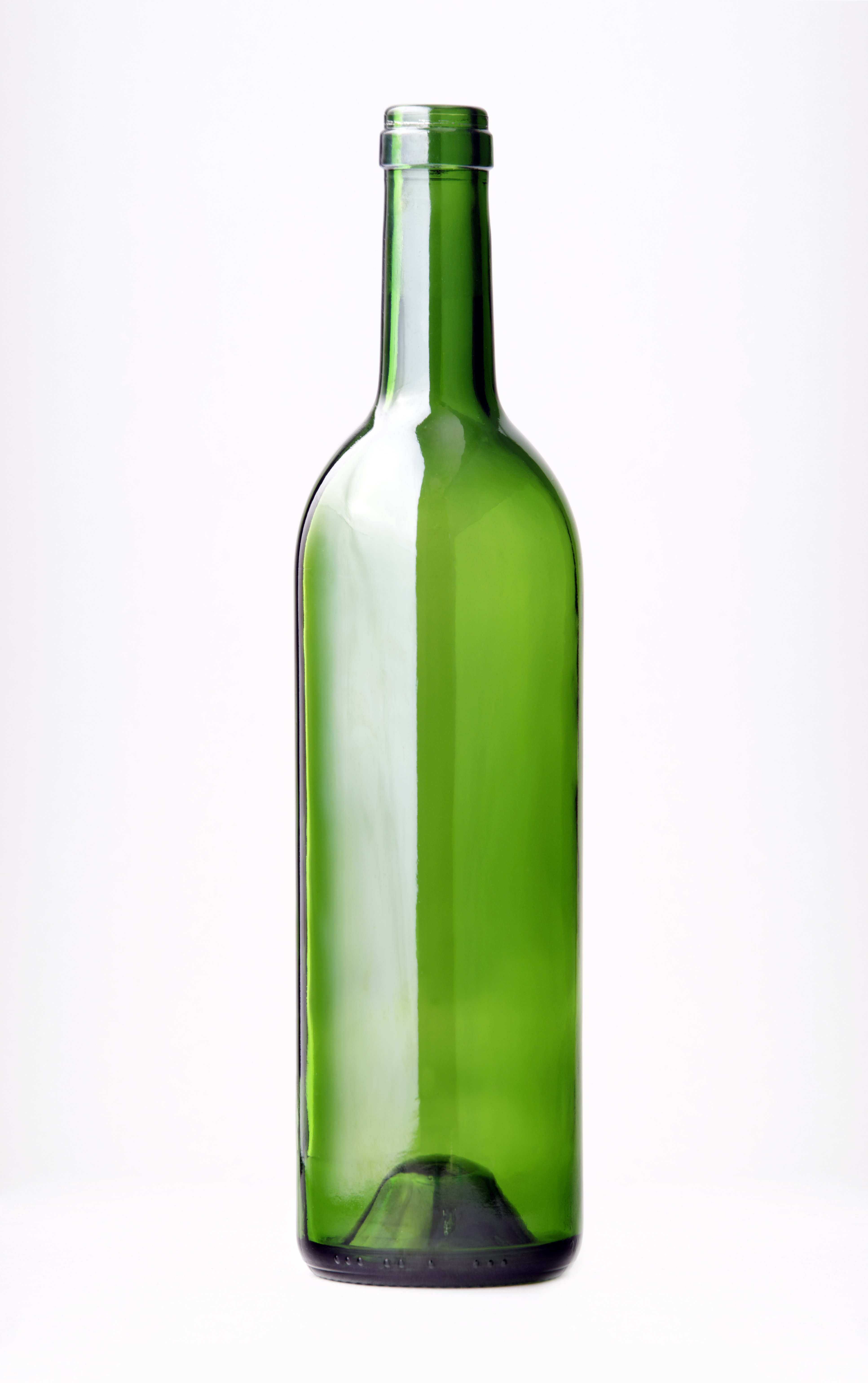
Bottiglia bordolese

La bordolese è un tipo di bottiglia da vino. Prende il suo nome dalla zona circostante la città di Bordeaux (Francia), area di produzione del vino bordeaux. 

## Caratteristiche
- Base: con profonda rientranza
- Corpo: cilindrico di diametro 7,5/8 cm.
- Spalla: molto pronunciata, che serve ad ostacolare la fuoriuscita di eventuali depositi.
- Collo: corto
- Cercine: cilindrico poco rilevato
- Altezza: 30 cm circa
- Capacità: 750 ml.

Viene prodotta in vetro di non grosso spessore, in colore bianco per i vini bianchi e in verde o marrone per i vini rossi. Per le sue caratteristiche di peso e semplicità di stoccaggio si è diffusa in tutto il mondo diventando il tipo di bottiglia più usato.  
Una variante è la bordolese a spalla alta o anche bordolese golia usata per bianchi e rossi di particolare pregio, in genere per la prima etichetta dell'azienda. Prodotta con vetro scuro di maggior spessore, risulta essere un poco più alta della bordolese classica, ha la base un poco più stretta della spalla, il corpo di fatto non è cilindrico.